# Вільям Тейлор
Вільям Тейлор (англ. William B. Taylor, Jr.; 14 вересня 1947) — американський дипломат, 6-й Надзвичайний і повноважний посол США в Україні (2006—2009). Тимчасовий повірений у справах США в Україні (2019—2020).

## Життєпис
Закінчив Військову академію США у Вест-Пойнті. Служив офіцером піхоти армії США в Німеччині та В'єтнамі. У В'єтнамі командував ротою 101-ї дивізії і отримав Бронзову Зірку та Air Medal V за героїзм. Дослужився до чину капітана.
У середині 1970-х вчився в Гарвардському університеті. Потім працював у Вашингтоні в штаті сенатора Білла Бредлі, заступником радника з оборонних питань у місії США в НАТО у Брюсселі і в енергетичній сфері, у Національному оборонному університеті та у Міністерстві енергетики США.
У 1992 прийшов на роботу в Держдепартамент США, у Вашингтоні в ранзі посла як координатор урядової допомоги США країнам колишнього Радянського Союзу і Східної Європи (1992—2002). Після подій 11 вересня 2001 призначений координатором американської й міжнародної допомоги Афганістану (2002—2003).
Після операції США в Іраку став директором управління з реконструкції цієї держави (2004—2005). У 2005—2006 представник уряду США в Міжнародному квартеті з питань розмежування в Єрусалимі. Займав в держдепартаменті посаду старшого консультанта при координаторі з питань реконструкції і стабілізації.
З 29 травня 2006: Надзвичайний і Повноважний Посол США в Україні, вірчі грамоти вручені 21 червня 2006.
21 травня 2009 в Києві відбулася офіційна церемонія закладки фундаменту нової будівлі Посольства США в Україні. У заході взяв участь Вільям Тейлор, ця церемонія стала останнім публічним заходом за участю Посла Тейлора перед його від'їздом до Вашингтона у зв'язку із закінченням трирічної каденції в Києві. 23 травня посол завершив свою дипломатичну місію в Україні.
18 червня 2019 року — вдруге очолив посольство США в Україні як тимчасовий повірений у справах. Перед призначенням пан Тейлор обіймав посаду виконавчого віце-президента Інституту миру США.

## Родина
Одружений, виховує двоє дітей.

## Нагороди
- Почесний знак «Герб Буковини»[3]